# Carinina coei
Carinina coei är en djurart som tillhör fylumet slemmaskar, och som beskrevs av Hylbom 1957. Enligt Catalogue of Life ingår Carinina coei i släktet Carinina och familjen Tubulanidae, men enligt Dyntaxa är tillhörigheten istället släktet Carinina, och ordningen Palaeonemertea. Det är osäkert om arten förekommer i Sverige. Inga underarter finns listade i Catalogue of Life.